# Будников, Борис Фёдорович
Борис Фёдорович Будников (16 февраля 1942, Саратов, СССР — 26 апреля 2023, Москва, Россия) — советский яхтсмен, серебряный призёр Олимпийских игр. Заслуженный мастер спорта СССР. Участник трёх Олимпийских игр.

## Биография
На летних Олимпийских играх 1972 года был девятым в классе «Звёздный» вместе со шкотовым Владимиром Васильевым (1935—2003).
На летних Олимпийских играх 1980 вместе с младшим братом Александром и Николаем Поляковым 29 июля выиграл «серебро» в классе «Солинг», а на Олимпиаде 1976 года был четвёртым со шкотовыми Валентином Замотайкиным (1939—1987) и Николаем Поляковым.
Окончил ГЦОЛИФК по специальности тренер-преподаватель. До 1992 года работал старшим тренером Сборной СССР по килевым классам.
В 2008 году стал чемпионом России в классе Дракон в команде со шкотовыми двукратным олимпийским чемпионом Поулем Рихардом Хёй Йенсеном (Дания) и Сергеем Джиенбаевым.
Скончался в Москве 26 апреля 2023 года.